# Ол Американ Рейсинг
Игъл (на английски: Eagle) или All American Racers е американски отбор за автомобилни състезания. Екипът и конструкторите са със седалище в Санта Ана, Калифорния. Основан е от Дан Гърни и Карол Шелби през 1964 г.

## Формула 1
Игъл-Уеслейк е красив и ефективен автомобил, един екземпляр от който е изработена титан и екзотични сплави.

### Победи на Игъл във Формула 1
| N | Дата | Пилот     | Двигател     | Гуми | Голяма награда | Писта           | Статистика |
| - | ---- | --------- | ------------ | ---- | -------------- | --------------- | ---------- |
| 1 | 1967 | Дан Гърни | Игъл-Уеслейк | Г    | Белгия         | Спа-Франкоршамп | Статистика |